# رگ‌پرتقال

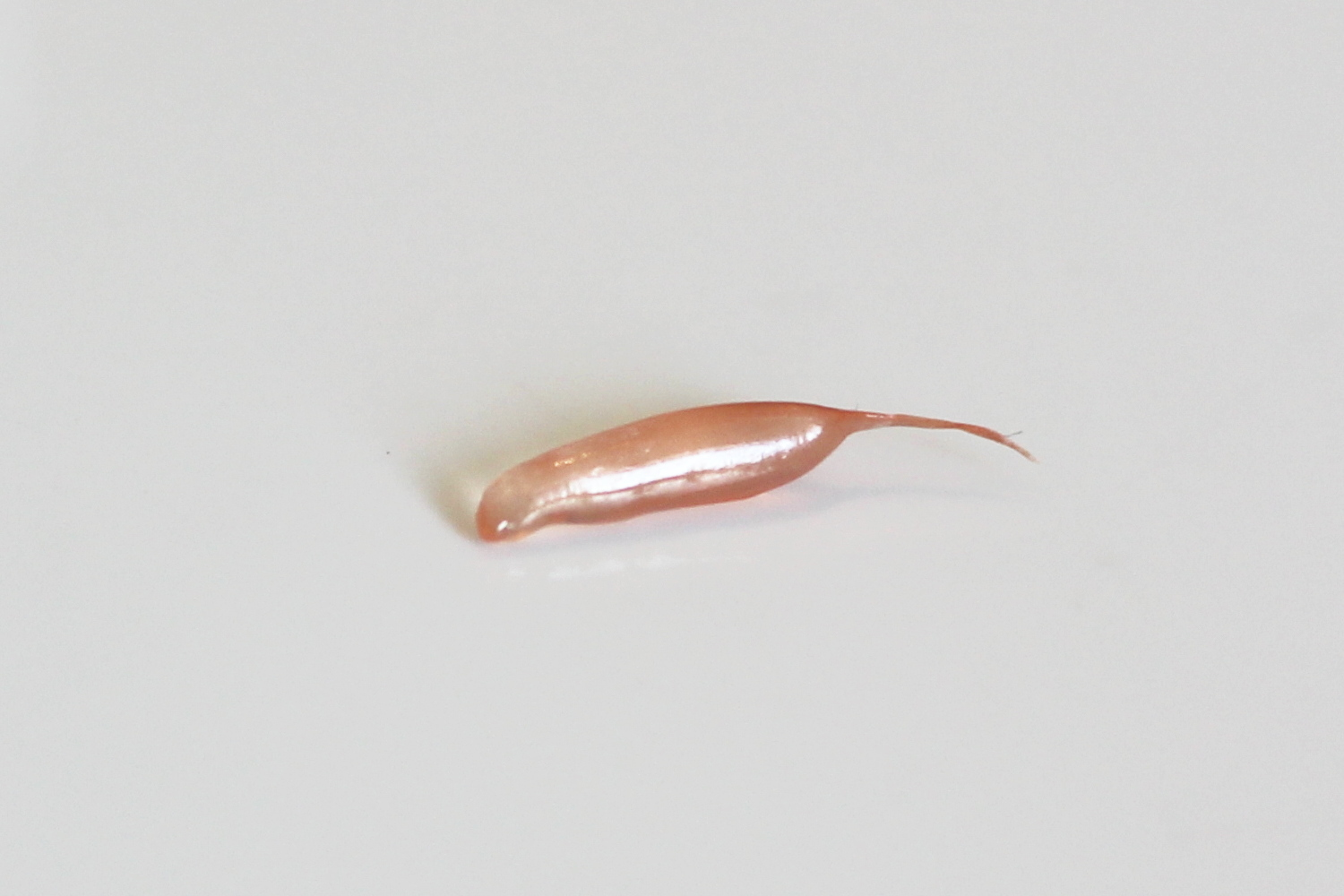
یک رگ‌پرتقال از یک گریپ‌فروت

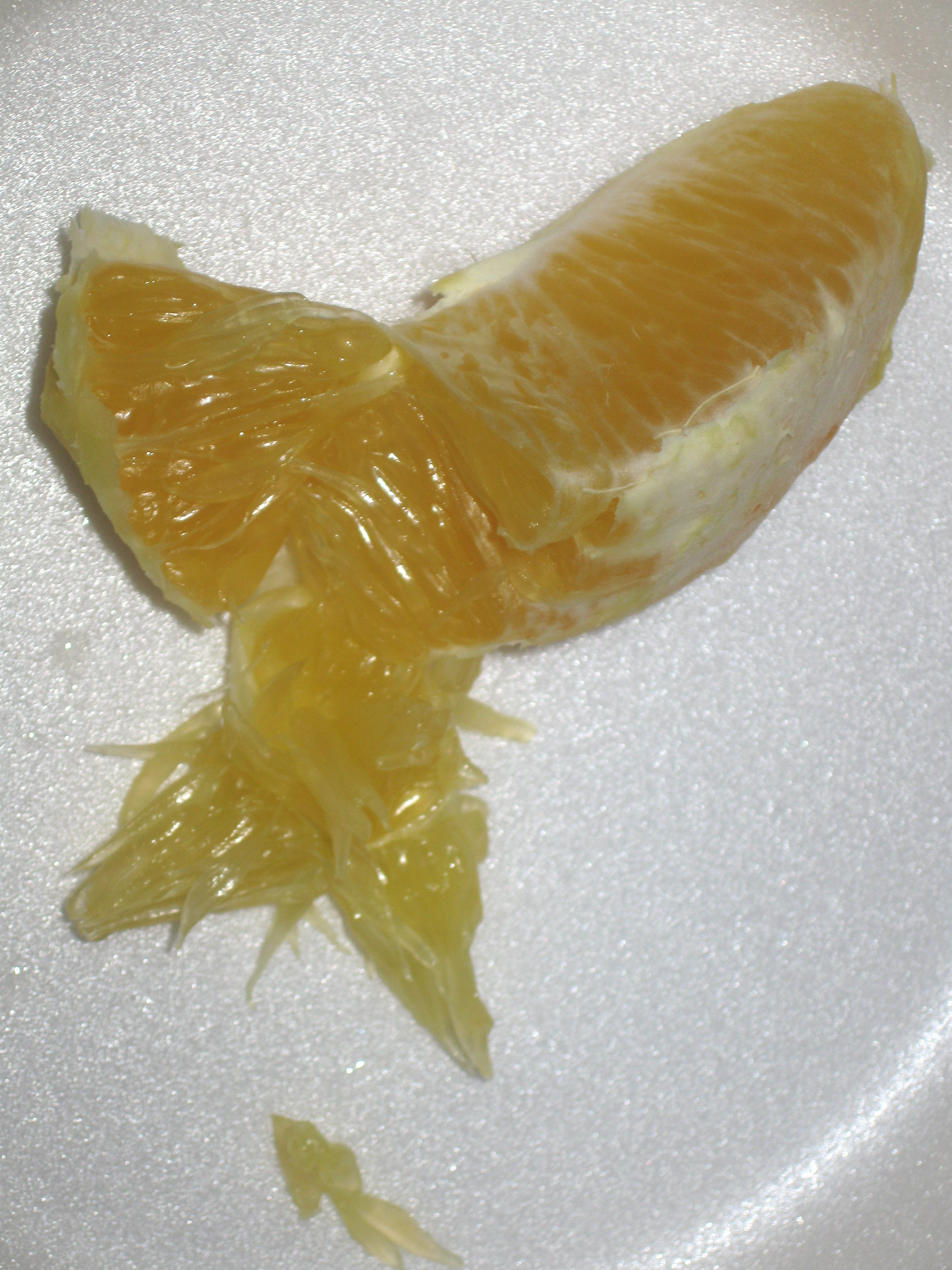
بخشی از پرتقال که برای نشان دادن کیسهٔ رگ‌پرتقال آن باز شده‌است.

رگ‌پرتقال، رگه‌های پرتقال یا رگه‌های پرتقالی (به انگلیسی: Juice vesicles)، که به عنوان هسته مرکبات نیز شناخته می‌شوند، (در مجموع، رگ‌کیسه مرکبات یا پالپ مرکبات) یک میوه مرکبات، دارای غشایی اندوکارپ میوه هستند. همه میوه‌های زیرتبار کیترنای ، از زیرخانواده Aurantioideae و خانواده سدابیان دارای رگ‌پرتقال هستند. رگه‌های آبدار حاوی آب‌میوه هستند و براق و گونی‌مانند به نظر می‌رسند و به دو شکل هستند: برتر و زیرین، و اینها متمایز هستند. مرکبات دارای رگ‌پرتقال بیشتر معمولاً وزن بیشتری نسبت به مرکبات با رگ‌پرتقال کمتر دارند. میوه‌هایی که بخش‌های زیادی دارند، مانند گریپ‌فروت یا دارابی، دارای رگ‌پرتقال بیشتری در هر بخش نسبت به میوه‌هایی با بخش‌های کمتر، مانند کامکوات و ماندارین هستند. هر رگ‌پرتقال در یک بخش در مرکبات تقریباً شکل، اندازه و وزن یکسانی دارد. حدود ۵ درصد از وزن یک پرتقال متوسط از غشاهای رگ‌پرتقال‌ها تشکیل شده‌است.